# RNAS Rattray
Pour les articles homonymes, voir RNAS et Rattray.
La Royal Navy Air Station de Rattray ou RNAS Rattray (HMS Merganser), également appelée Crimond Airfield, Crimond Aerodrome ou Rattray Aerodrome, était une base aéronavale de la Royal Navy Air près de Crimond, dans le Aberdeenshire.

## Historique
La base a été construite à partir de mars 1943, le 774e Naval Air Squadron a été transféré à partir de juillet 1943 pour l’entraînement des télégraphistes, mais le site n’a été mis en service que le 3 octobre 1944.
La base s'est ensuite tournée vers la formation des équipages de reconnaissance au bombardement de torpilles.
Les unités suivantes y étaient à un moment donné:
- 708 Naval Air Squadron (en)[1]
- 714 Naval Air Squadron (en)[2]
- 717 Naval Air Squadron (en)[2]
- 753 Naval Air Squadron (en)[1]
- 766 Naval Air Squadron (en)[1]
- 769 Naval Air Squadron (en)[1]
- 774 Naval Air Squadron (en)[2]
- 815 Naval Air Squadron[1]
- 817 Naval Air Squadron (en)[1]
- 818 Naval Air Squadron (en)[1]
- 821 Naval Air Squadron (en)[1]
- 825 Naval Air Squadron[1]

La base a été fermée en 1946, elle était tout de même utilisée comme station de transmission de la Royal Naval jusqu'en 2004.

## Usage actuel
Le site héberge une station émettrice haute fréquence faisant partie du service de communication haute fréquence de la Défense. La station est exploitée par Babcock International Group, au nom du ministère de la Défense.